# Helichrysum schimperi
Helichrysum schimperi là một loài thực vật có hoa trong họ Cúc. Loài này được (Sch.Bip. ex A.Rich.) Moeser mô tả khoa học đầu tiên năm 1910.